# 狐突
狐 突（こ とつ、? - 紀元前637年）は、中国春秋時代の晋の大夫。姓は姫。氏は狐。字は伯行。晋の文公の母方の祖父である。

## 生涯
狐突は、唐叔虞の子孫が零落して狄の枝族となったものである。晋の武公のときに出仕し、武公の子の献公が狐突の娘を娶り、重耳（文公）を生んだ。狐突の子の狐偃と狐毛は、いずれも文公の家臣である。驪姫の乱によって晋が混乱に陥ると、狐偃が重耳に対して亡命を勧め、以後、重耳は19年にわたって国外での亡命生活を送ることとなった。重耳は、まず北狄において亡命生活を開始したが、驪姫の乱後に即位した夷吾（恵公）が重耳の暗殺を計画すると、重耳とその家臣たちは、中原において亡命生活を送ることとなった。
恵公の子の懐公は、即位すると、狐突に命じて狐偃と狐毛を召喚しようとした。しかし、狐突は、子に対して忠義を教えなければならないといって懐公の命令に背いたため、懐公は、狐突を殺害した。